# ネコに風船
「ネコに風船」（ネコにふうせん）は、大塚愛の9枚目のシングル。2005年7月13日にavex traxよりリリースされた。初回盤のみデジパック仕様。DVD付きも同時発売。

## 解説
- 大塚初の「ラブソング以外の曲がA面」というシングルである。
- 表題曲はネコの目線に立った曲。2003年2月頃に制作され、デビュー前後にアレンジも終わっていた[1]。
- ちなみに大塚はネコ好きだが、ネコアレルギー持ちである[1]。

## 収録曲
（全作詞・作曲：愛／編曲：愛×Ikoman）

### CD
1. ネコに風船 (05:13)
  - 東芝「au CDMA 1X WIN W31T(PCサイトビューアー篇)・W32T(こんなに薄いのに篇)」CMソング
  - 映画「立つどうぶつ物語」イメージソング
2. 夏空 (04:34)
  - 「music.jp」CMソング
3. ネコに風船 (Instrumental) (05:11)
4. 夏空 (Instrumental) (04:31)

### DVD
1. ネコに風船 (Music Clip)

## 収録アルバム
- 『LOVE COOK』（#1）
- 『愛 am BEST』（#1）